# Sjoerd Leikerprijs
De Sjoerd Leikerprijs was een literaire prijs die tussen 1992 en 2004 vijf keer werd toegekend. De prijs werd in 1992 ingesteld door Kommerijn Gerittine Kooijmans (1915-2008), de weduwe van de schrijver Sjoerd Leiker. De prijs, een geldbedrag, werd eenmaal in de drie jaar uitgereikt aan auteurs van vijftig jaar of ouder; op 3 september 2004 werd de laatste prijs uitgereikt en hief de stichting die de prijs toekende zich op bij gebrek aan belangstelling vanuit de literaire wereld.

## Gelauwerden
- 1992 - F.B. Hotz
- 1995 - Hanny Michaelis
- 1998 - Guillaume van der Graft
- 2001 - Willem G. van Maanen
- 2004 - Koos van Zomeren

Voetnoot
1. ↑  Kroniek van Hoorn, 2004